# Teodor Florian
Teodor Florian (n. 1899) a fost un rugbist român, a participat cu echipa de rugby la Jocurile Olimpice de vară din 1924 desfășurate la Paris – olimpiadă la care echipa României a obținut medalia de bronz, prima medalie cucerită de un român la o olimpiadă.

## Legături externe
- Teodor Florian la Comitetul Olimpic și Sportiv Român (arhivat)
- en Teodor Florian la Olympedia.org